# Вебер, Альберт
Альберт Вебер (англ. Albert Weber; род. 24 октября 1957 г) — швейцарский художник.
Его работы одновременно абстрактны и реалистичны (веберизм).
Он работает с масляными и акриловыми красками, мастикой, металлом, бетоном, бриллиантами, золотом, серебром, мрамором, гранитом, скульптурой, инсталляциями и современным искусством.

## Биография
Альберт Вебер, проживающий в Шафхаузене, воспитывался в Нойхаузене и Шафхаузене. Он ходил в начальную школу в Нойхаузене и в среднюю школу в Шафхаузене.
Обучался в Колледже искусств Цюриха с 1973 по 1977 гг.
Его работы представлены на различных национальных, а также международных выставках и музеях искусств.
В настоящее время Альберт Вебер живёт в кантоне Цюрих.

## Работы
К наиболее значимым работам Альберта Вебера принадлежит серия абстрактных работ «тексты газет и искусство», выполненных масляными и акриловыми красками (например, «ДВЕ СИНИЕ РУКИ», 2001 г.)
Частично абстрактная работа из серии «культура и животные» в форме деформированных объектов (например, «МУЗЫКА ТУФЕЛЬ КРАСНЫЙ», 2003 г.)
Серия произведений с изображением разных положений и знаков рук, выполненных масляными красками. (например, «ПОБЕДА ЖЕЛТЫЙ», 2005).
Серия абстрактных изображений о животных, выполненных масляными красками в манере живописи цветового поля (веберизм) -
(например, «ЧОМГА», 2006 г.)
Более новые работы, «РЕВОЛЮЦИЯ», 2011 г., «ЧЕ ГЕВАРА», обработанные и оснащенные железными гвоздями, а также скульптура/инсталляция «МУЖЧИНА НА ВЫСОКИХ КАБЛУКАХ», 2012 г., «БАРАК ОБАМА», ПОЛИЭСТЕР, легкая инсталляция и различные материалы. Дальнейшие реалистичные и абстрактные работы исполнялись масляными красками в период с 2010 по 2015 г.

## Выставки

### Эксклюзивные выставки (Отбор)
- 2012 Башни Трампа, Стамбул, Турция
- 2012 Отель Захер, Вена, Австрия
- 2012 Шведская художественная галерея г. Мальмё, Швеция
- 2013 Галерея Д. Бонера, Манхайм, Германия
- 2012 Музей молодого искусства (MOYA), Вена, Австрия
- 2015 Галерея «Инна Дедерер и друзья», Цюрих, Швейцария
- 2015 Музей искусств г. Клуж-Напока, Клаузенбург, Румыния

### Групповые выставки (Отбор)
- 2012 Ярмарка «BERLINER LISTE», Берлин, Германия
- 2012 Галерея «Suisse-Arte», Базель, Швейцария
- 2012 Выставка искусств «Art & Living», Роттердам, Голландия
- 2013 Галерея искусств «Ward Nasse», Нью-Йорк, США
- 2013 Музей Южной Невады, Лас Вегас, США (весна 2013 г.)
- 2013 Центр «Carrousel Musee de Louvre», Париж, Франция
- 2013 Музей Южной Невады, Лас Вегас, США (осень 2013 г.)
- 2014 Салон искусств «Art Monaco», Монте-Карло, Монако
- 2014 Ярмарка «ST. ART», Страсбург, Франция
- 2015 Музей «Austria Museum of Folk Live and Art», Вена, Австрия
- 2015 Музей «Castello Estense», Феррара, Италия

## Публикации
Альберт Вербер (2011): «Между реальностью и абстракцией» — Издательство «Neuer Kunstverlag AG», Штутгарт, Германия, вступительное слово профессора, Доктора Петера Хайткемпера, Германия и Ферена, Цайнер М. А., Германия — Международный стандартный книжный номер 978-3-938023-68-6

## Призы
Дух искусства — Вена 2015
Международная современная выставка искусства
25-28 июня 2015 г.
при Музее «Austria Museum of Folk Live and Art» — Вена
24 художника из Австрии, Объединенных арабских эмиратов, Бельгии, Германии, Франции, Мексики, Испании, Швеции, Израиля, Аргентины, Словацкой Республики и Швейцарии представляют более 60 произведений искусств.
1 место присуждено Альберту Верберу экспертным жюри / куратором.